# You and Me (série télévisée)
You & Me est une mini-série britannique en trois épisodes d'environ 51 minutes créée par Jamie Davis (en) et mise en ligne le 23 février 2023 sur ITVX (en).
Pour sa diffusion internationale, les épisodes sont découpés en six parties de 23 à 28 minutes.
En France, la série a été diffusée le 7 mars 2024 sur Arte.

## Distribution
- Harry Lawtey (VF : Juan Llorca) : Ben
- Sophia Brown (en) (VF : Déborah Claude) : Jess
- Jessica Barden (VF : Fanny Bloc) : Emma
- Andi Osho (VF : Annie Milon) : Pam
- Julie Hesmondhalgh (en) (VF : Marie Bouvier) : Linda
- Genesis Lynea (en) (VF : Aurélie Konaté) : Dee
- Janie Dee (en) (VF : Armelle Gallaud) : Hannah
- Dominic Mafham (en) (VF : Jean-Baptiste Marcenac) : Jeremy
- Lily Newmark (en) (VF : Lutèce Ragueneau) : Joey
- Lucas Tyson (VF : Emmylou Homs) : Jack
- Isabella Tyson (VF : Estelle Darazi) : Poppy
- Clarence Smith (VF : Frantz Confiac) : Charlie
- Amanda Root (VF : Léovanie Raud) : l'infirmière Richards

 Source et légende : version française (VF) sur RS Doublage et cartons du doublage français.

## Épisodes
1. How We Used To Be
2. Who's Emma?
3. How Does the Story End?
4. Quelqu'un d'exeptionnel
5. Le bon choix
6. La fin de l'histoire

## Accueil

### Diffusions et audience
En France, la série, diffusée le 7 mars 2024 sur Arte, est regardée par 609 000 téléspectateurs, soit 2,90% de parts d'audience et se classe dixième.

### Accueil critique
- Sur le site Allociné, You & me obtient une note moyenne de 3,7 sur 5 (spectateurs), et 3,9 sur 5 (presse).
- Sur le site IMDb, You & me obtient une note moyenne de 6,7 sur 10.

« You & me : faut-il regarder la mini-série d'Arte avec Harry Lawtey et Sophia Brown ?
Lumineuse. Malgré le pitch qui peut paraître sombre, la mini-série diffusée en intégralité ce 7 mars s'avère profondément solaire et optimiste. Abordant avec finesse la thématique de la résilience, du deuil et de la reconstruction de soi, You and me bouleverse autant qu'elle vous fera verser quelques larmes. Aidée par un casting de grande qualité, cette comédie romantique va émouvoir le téléspectateur autant qu'elle le fera sourire. »

— Grégory Ardois-Remaud – programme-tv.net,  8 mars 2024